# Ringstraße (Merkendorf)
Die Ringstraße ist eine Straße in der Stadt Merkendorf im Fränkischen Seenland (Mittelfranken).

## Verlauf
Die Ringstraße verläuft ringförmig um  die Altstadt. Im Norden, Westen und Süden ist sie Teil der Staatsstraße 2220, bevor diese wiederum am Unteren Tor in die Hauptstraße mündet. Die Ringstraße geht dann als Fußweg am wassergefüllten Stadtgraben im Süden entlang. Im Osten wird sie am Anwesen Ringstraße 1 bis zum Taschentor von der Straße Am Grenzbuck unterbrochen. Vom Taschentor bis zum Oberen Tor verläuft die Ringstraße als Innerortsstraße; dann geht sie in die Staatsstraße 2220 über. Der Ring ist geschlossen. Die Ringstraße verläuft während ihres Verlaufs an der Stadtmauer entlang. An ihr befinden sich einige Schrebergärten. An einigen Stellen ist die Ringstraße nicht verbaut und geht somit in die Merkendorfer Flur über.

## Bauwerke

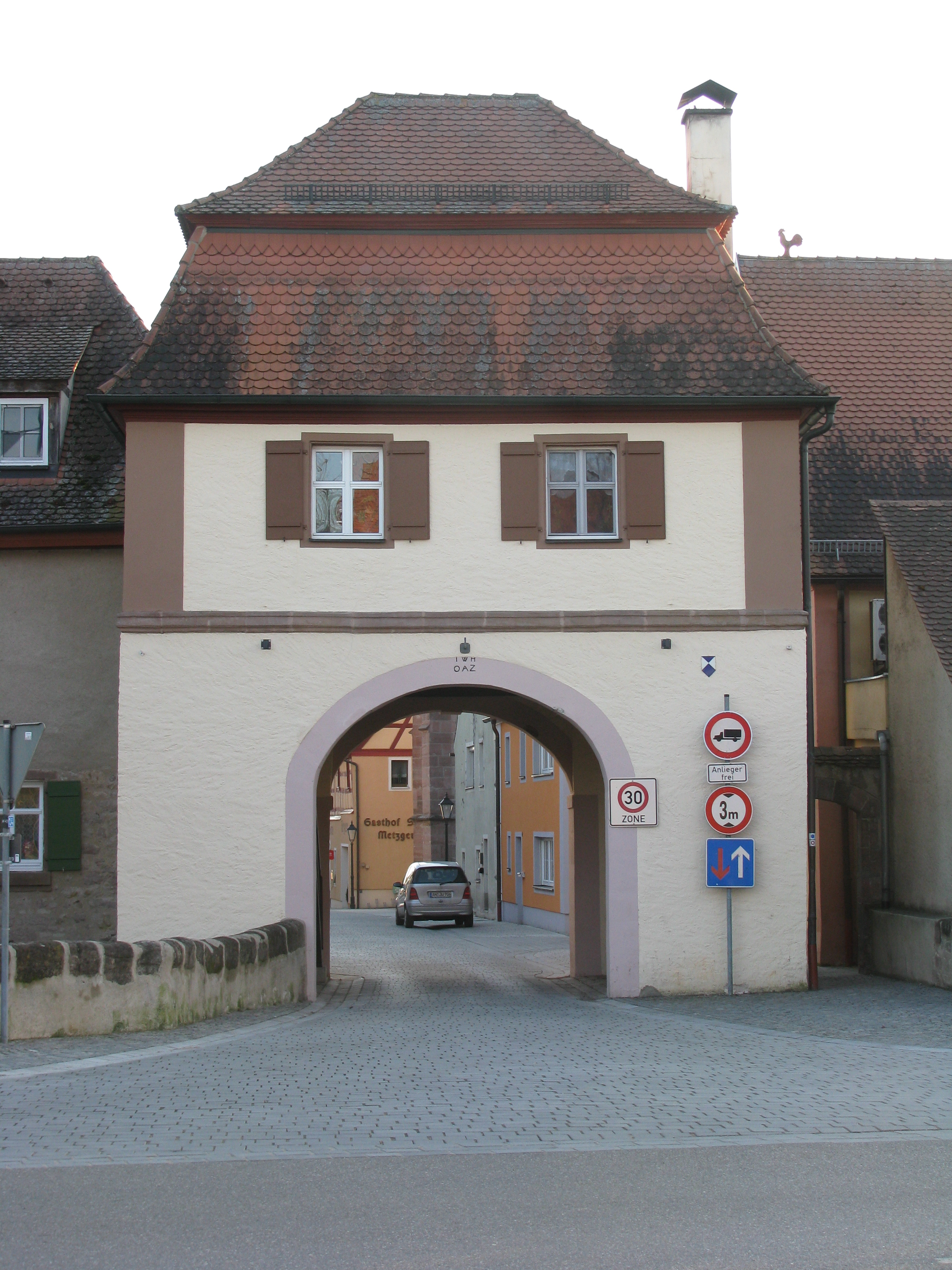
Oberes Tor
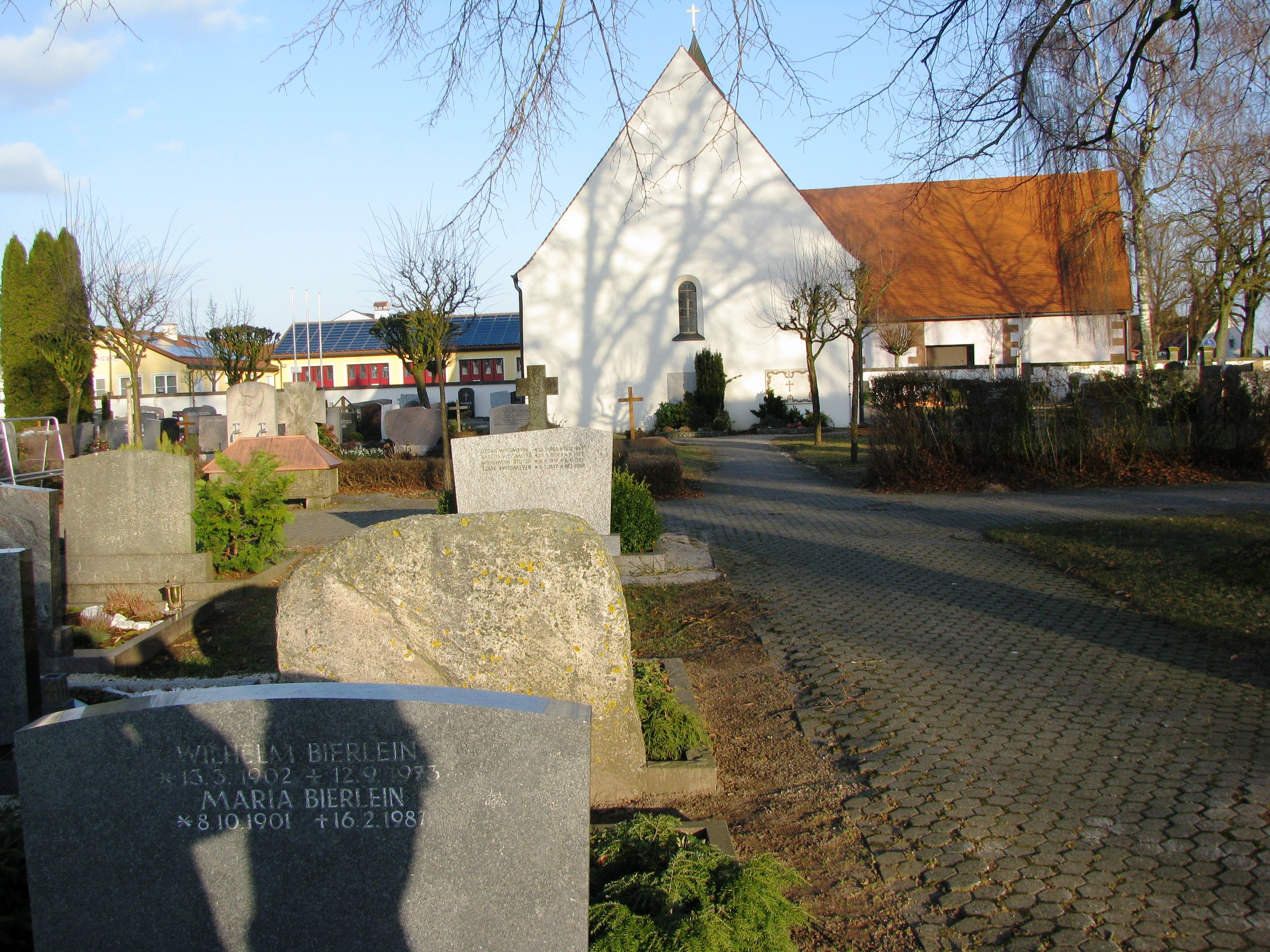
Friedhof
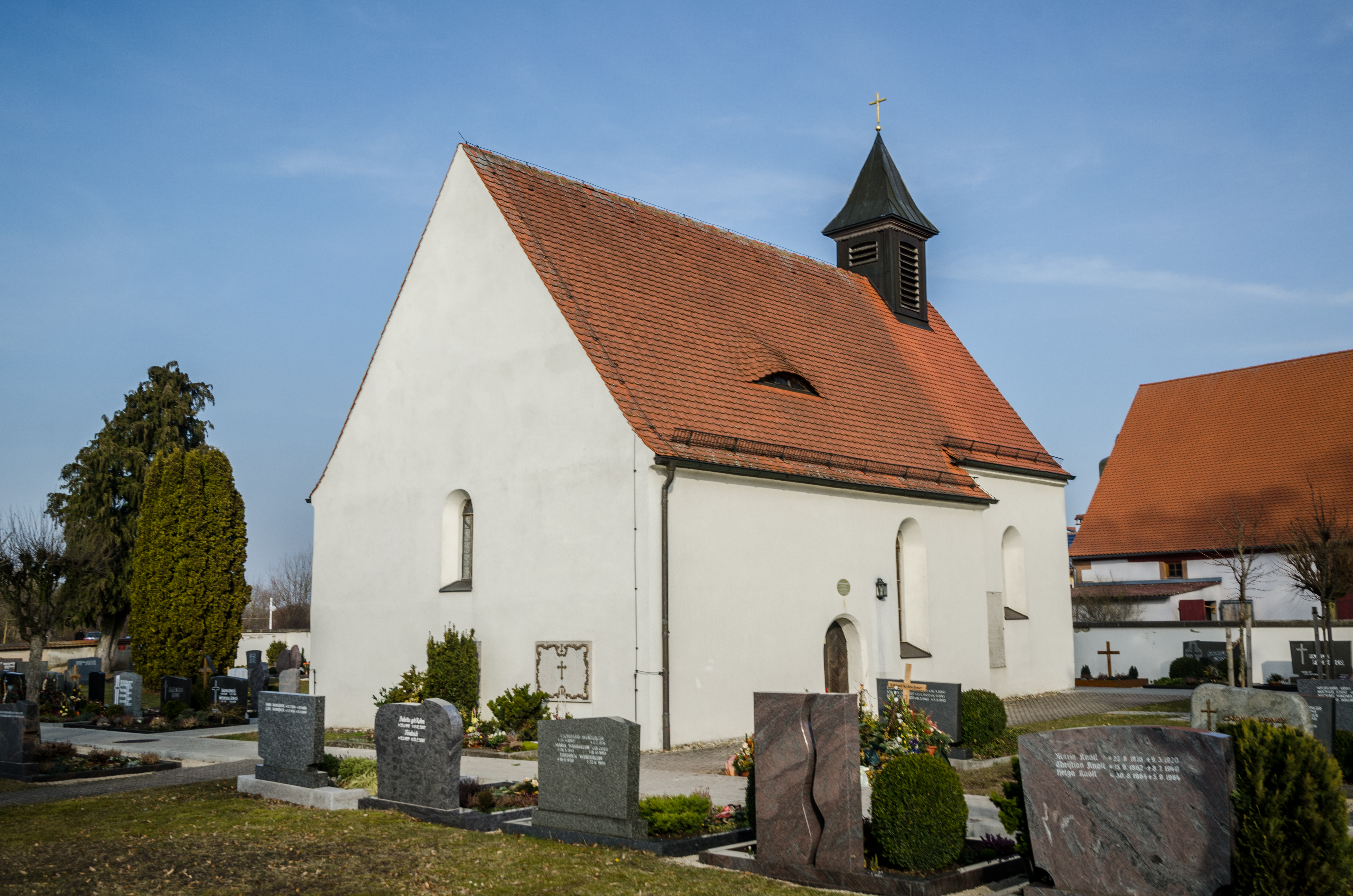
St. Johannis
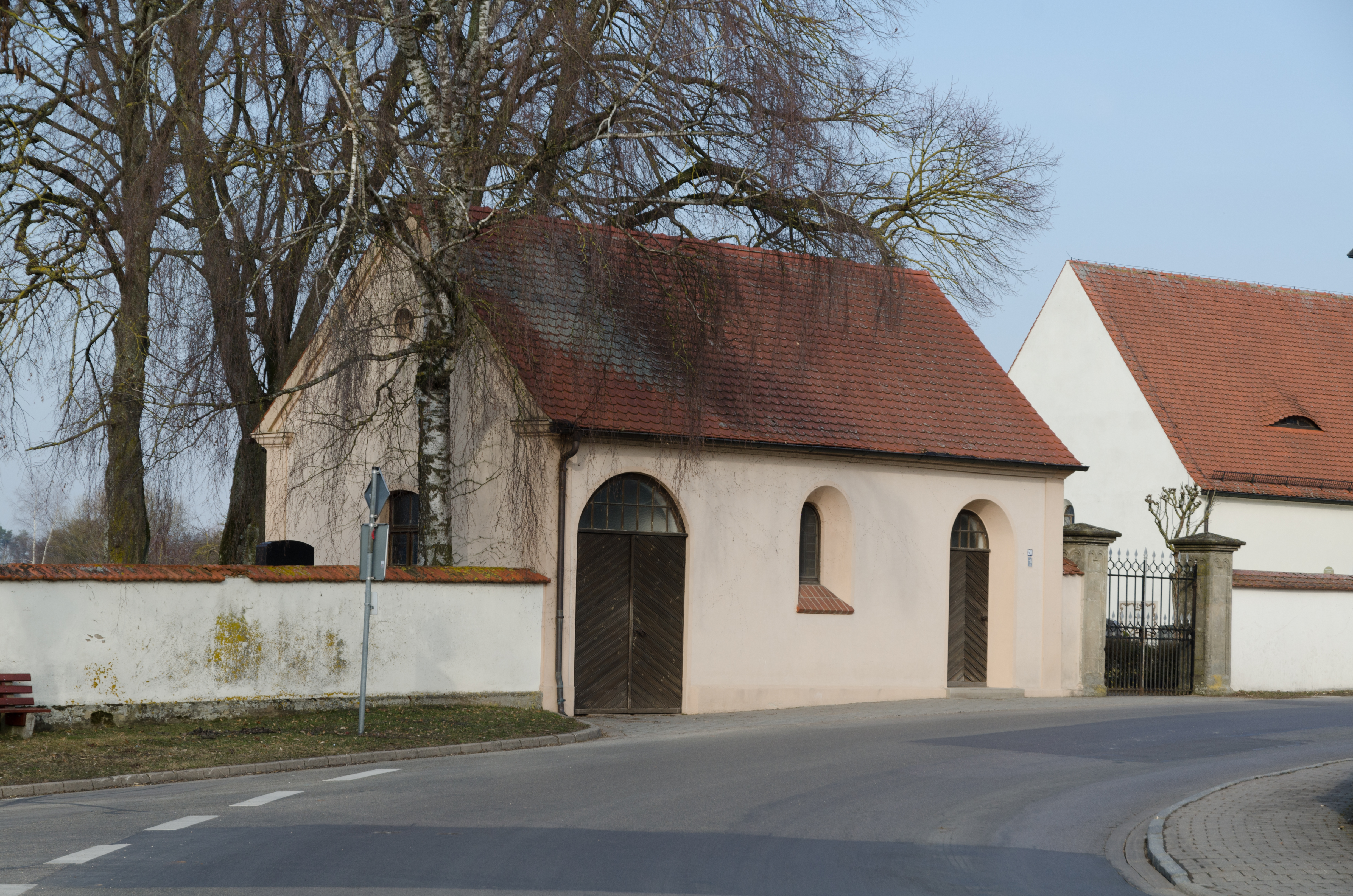
Leichenhalle
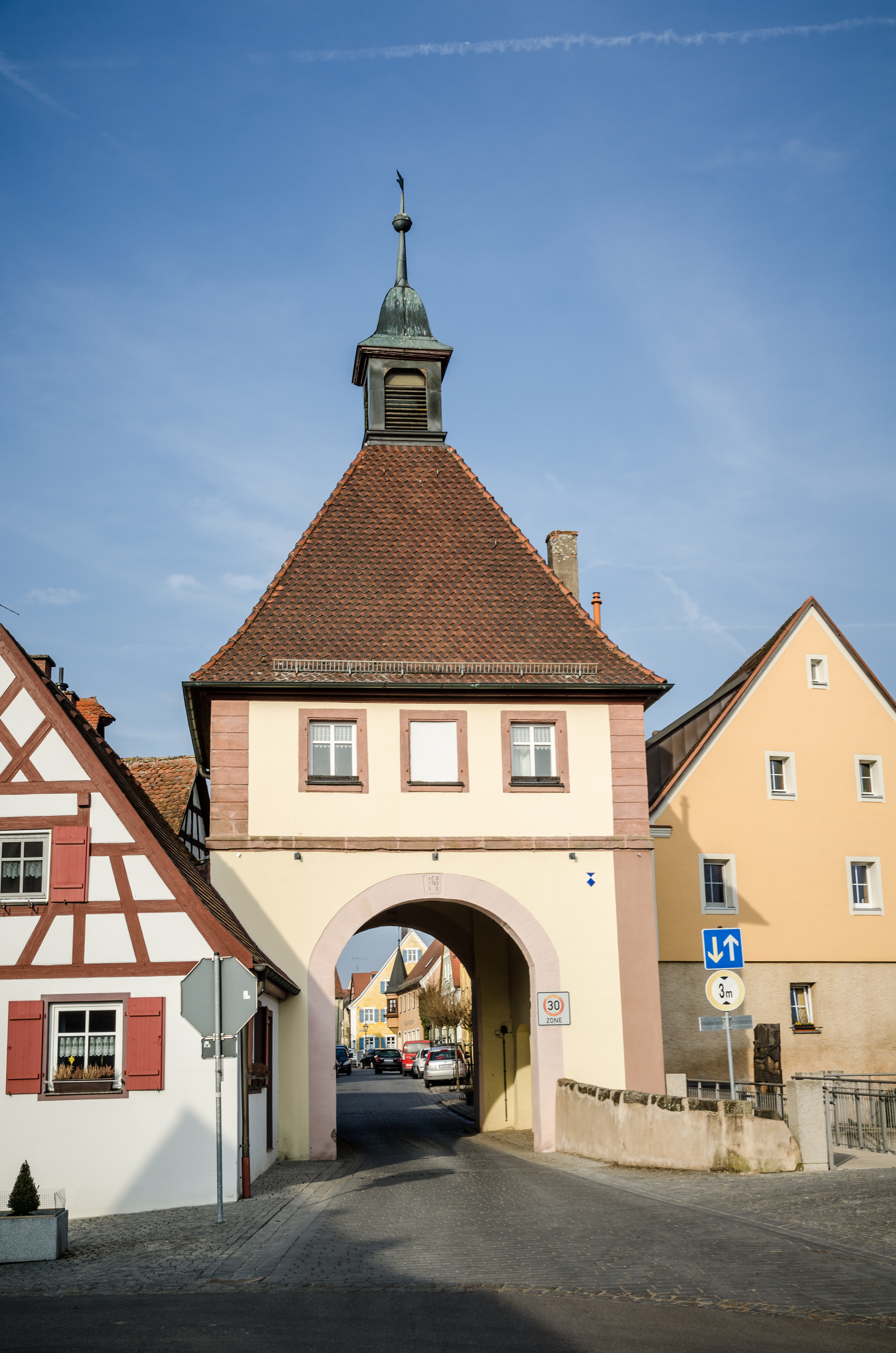
Unteres Tor
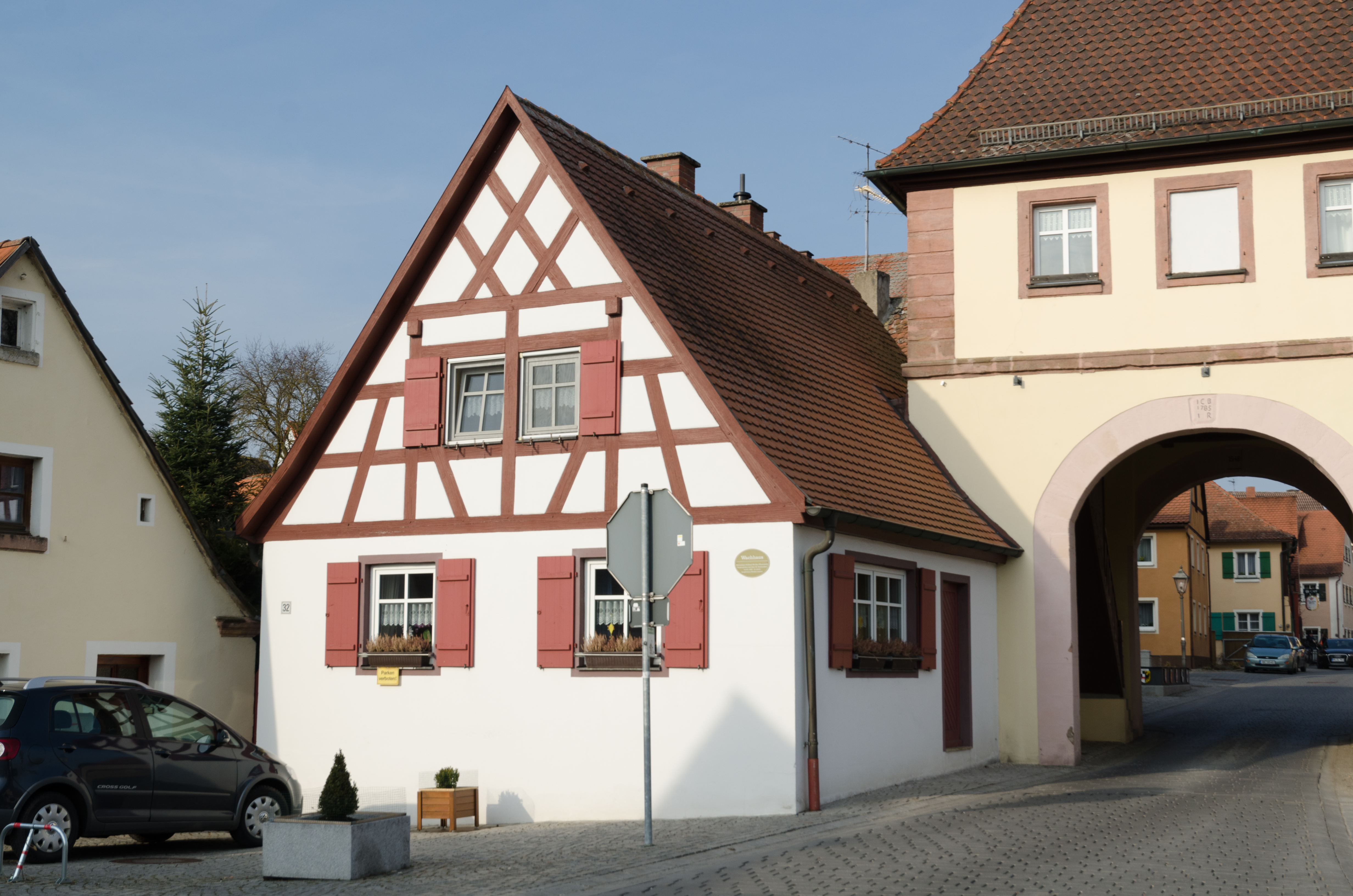
Zollhaus
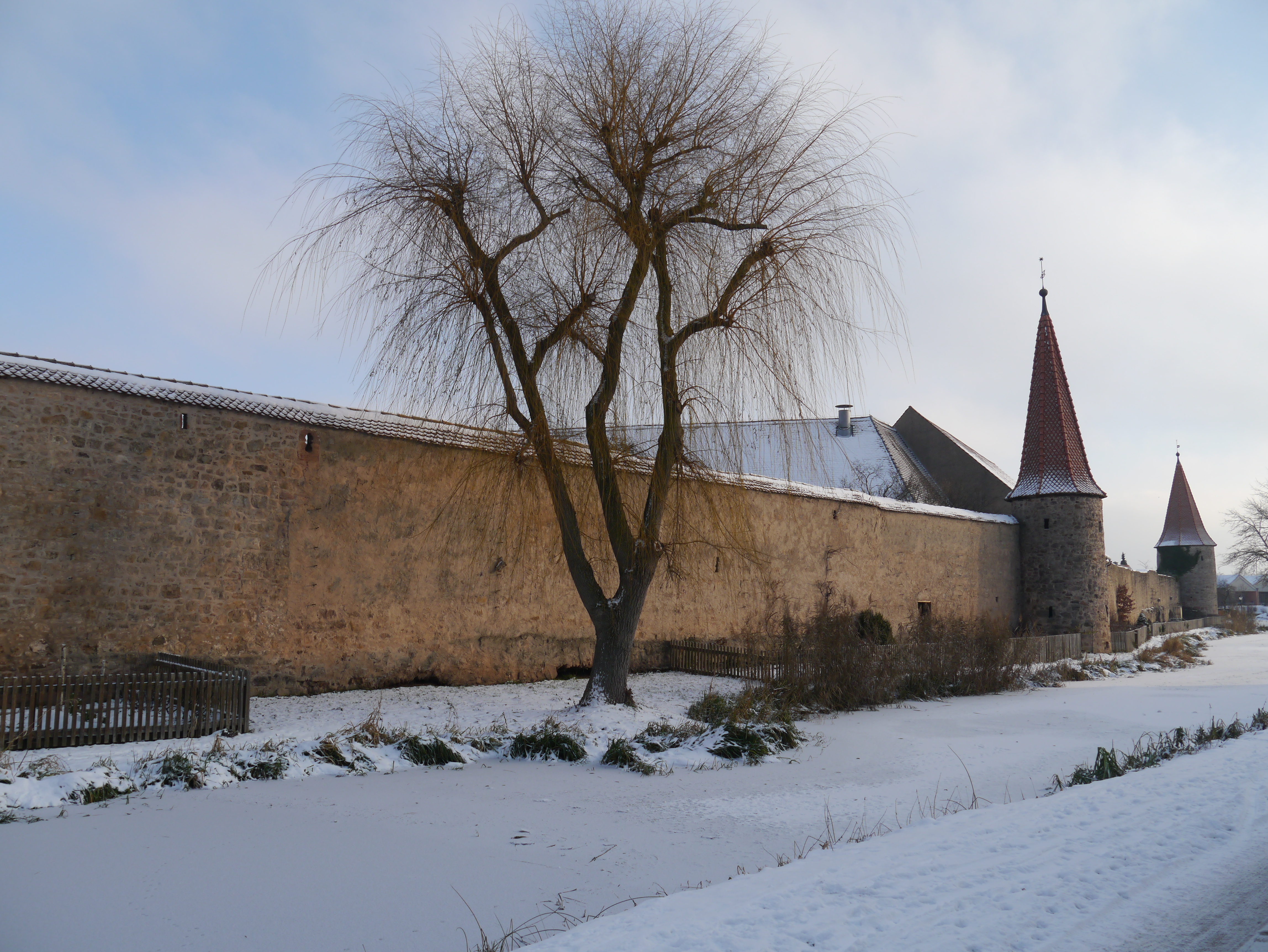
Stadtmauer
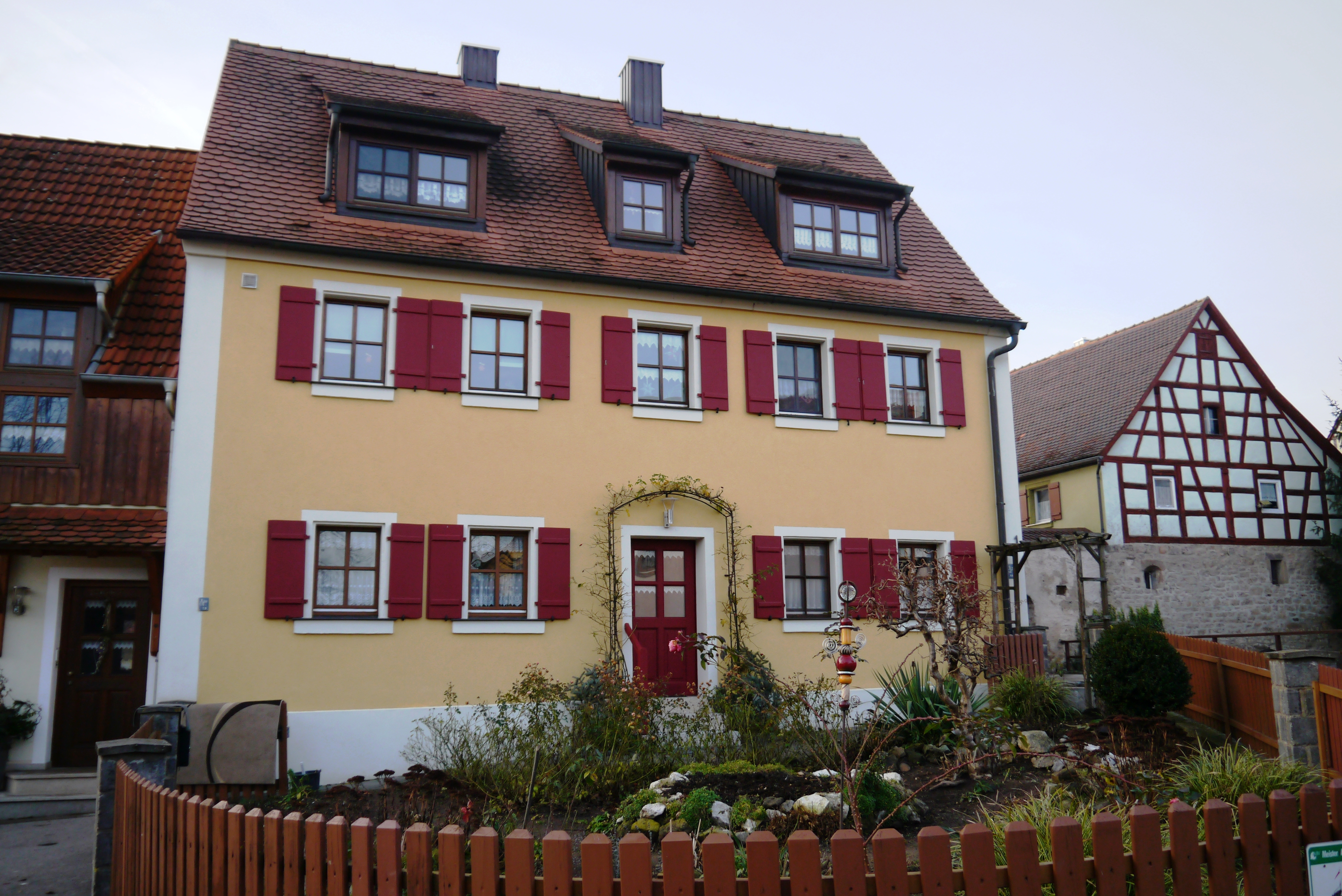
Anwesen Ringstraße 1
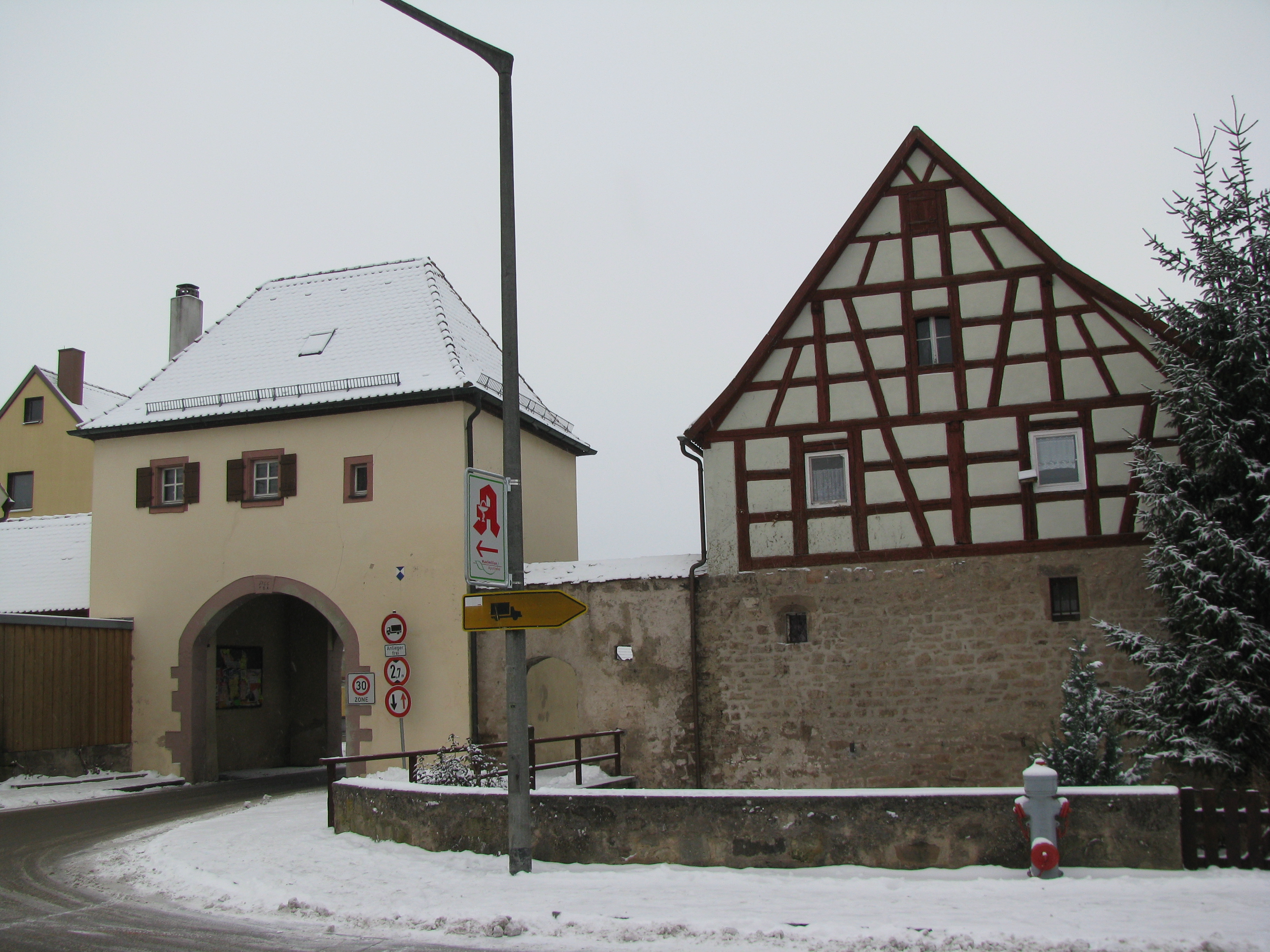
Taschentor

## Abzweigende Straßen
- Hauptstraße
- Bammersdorfer Straße
- Ortsverbindungsstraße nach Willendorf/Weißbachmühle
- Dammweg zum Bahnhofweg
- Am Grenzbuck
- Biederbacher Straße
- Wilhelmstraße
- Sonnenstraße
- Am Mosthaus